# Giappone ai Giochi della VIII Olimpiade
Il Giappone partecipò ai Giochi della VIII Olimpiade, svoltisi a Parigi dal 4 maggio al 27 luglio 1924,  
con una delegazione di 19 atleti impegnati in 4 discipline.
aggiudicandosi una medaglia di bronzo.

## Medagliere

### Per discipline
| Sport        | Oro | Argento | Bronzo | Totale |
| ------------ | --- | ------- | ------ | ------ |
| Lotta libera | 0   | 0       | 1      | 1      |
| Totale       | 0   | 0       | 1      | 1      |

### Medaglie
| Medaglia | Atleta           | Sport        | Evento     |
| -------- | ---------------- | ------------ | ---------- |
| Bronzo   | Katsutoshi Naito | Lotta libera | Pesi piuma |